# Кірієнко Ігор Сергійович
Ігор Сергійович Кірієнко (нар. 5 березня 1986, Нікополь, Дніпропетровська область, УРСР) — український футболіст, півзахисник та нападник.

## Кар'єра гравця
Вихованець нокопольского футболу. Під дорослий футбол починав грати в 2002 році в другій лізі за «Електрометалург-НЗФ», звідки через півтора року перебрався в маріупольський «Іллічівець». Грав в основному за другу команду «Ілліча». Єдиний матч у вищій лізі провів 19 червня 2004 року проти «Таврії». Ще одну гру в складі першої команди провів 15 серпня того ж року в Кубку України проти «Чорногори». З 2007 року грав у другій лізі за команди «Енергія» (Южноукраїнськ), «Гірник» (Кривий Ріг), «Кремінь» (Кременчук) і в обласному чемпіонаті.
Навесні 2013 року уклав контракт з друголіговим клубом «Гірник-спортом». У команді Ігоря Жабченка Кирієнко під час короткого весняного періоду сезону 2012/13 років забив 6 м'ячів, причому на фініші чемпіонату нападник зумів відзначитися в 5-ти матчах поспіль. У наступному сезоні «Гірник-Спорт» пішов на зимівлю на другому місці з двоочковою відставанням від лідера — «Сталі», а Кірієнко з 20-ма голами і відривом від переслідувачів очолював гонку бомбардирів. Нападник відзначився хет-триком у вотротах команд Нової Каховки та Нікополя, а також пента-триком у вотротах овідіопольського «Дністра». Весняну частину сезону «Гірник-спорт» завдяки дублю Кирієнка відкрив перемогою в Києві над «Оболонню-Бровар», потім в Тернополі його гол приніс команді нічию 2:2 з господарями-«муніципалами». До кінця сезону після ударів Кірієнка воротарі суперників ще чотири рази діставали м'яч з власних воріт, проте найкращим бомбардиром турніру став дніпродзержинець Станіслав Куліш, який забив навесні 15 голів в 12-ти матчах. За результатами сезону «Гірник-Спорт» став переможцем другої ліги і завоював право виступати в першій лізі.
У першій лізі нападник починав сезон досить впевнено: у п'яти матчах серпня він відзначився шістьма голами, але потім травма і тривале відновлення завадили йому забити ще.

## Статистика виступів у клубах
Станом на 22 вересня 2009 року
| Клуб                     | Сезон   | Ліга  | Ліга | Кубок | Кубок | Усього | Усього |
| Клуб                     | Сезон   | Матчі | Голи | Матчі | Голи  | Матчі  | Голи   |
| ------------------------ | ------- | ----- | ---- | ----- | ----- | ------ | ------ |
| Електрометалург-НЗФ      | 2002/03 | 12    | 1    | 0     | 0     | 12     | 1      |
| Електрометалург-НЗФ      | 2003/04 | 14    | 5    | 1     | 0     | 15     | 5      |
| Електрометалург-НЗФ      | Загалом | 26    | 6    | 1     | 0     | 27     | 6      |
| Іллічівець               | 2003/04 | 1     | 0    | 0     | 0     | 1      | 0      |
| Іллічівець               | 2004/05 | 0     | 0    | 1     | 0     | 1      | 0      |
| Іллічівець               | Загалом | 1     | 0    | 1     | 0     | 2      | 0      |
| Іллічівець-2             | 2003/04 | 11    | 2    | 0     | 0     | 11     | 2      |
| Іллічівець-2             | 2004/05 | 14    | 4    | 0     | 0     | 14     | 4      |
| Іллічівець-2             | 2005/06 | 15    | 5    | 0     | 0     | 15     | 5      |
| Іллічівець-2             | 2006/07 | 4     | 0    | 0     | 0     | 4      | 0      |
| Іллічівець-2             | Загалом | 44    | 11   | 0     | 0     | 44     | 11     |
| Іллічівець (дуб. і мол.) | 2004/05 | 15    | 3    | 0     | 0     | 15     | 3      |
| Іллічівець (дуб. і мол.) | 2005/06 | 10    | 0    | 0     | 0     | 10     | 0      |
| Іллічівець (дуб. і мол.) | 2006/07 | 4     | 1    | 0     | 0     | 4      | 1      |
| Іллічівець (дуб. і мол.) | Загалом | 29    | 4    | 0     | 0     | 29     | 4      |
| Енергія                  | 2006/07 | 10    | 5    | 0     | 0     | 10     | 5      |
| Енергія                  | 2007/08 | 14    | 9    | 1     | 1     | 15     | 10     |
| Енергія                  | Загалом | 24    | 14   | 1     | 1     | 25     | 15     |
| Гірник                   | 2007/08 | 13    | 1    | 0     | 0     | 13     | 1      |
| Гірник                   | Загалом | 13    | 1    | 0     | 0     | 13     | 1      |
| Кремінь                  | 2008/09 | 12    | 2    | 0     | 0     | 12     | 2      |
| Кремінь                  | Кремінь | 10    | 3    | 1     | 0     | 11     | 3      |
| Кремінь                  | Загалом | 22    | 5    | 1     | 0     | 23     | 5      |
| За кар'єру               | Загалом | 159   | 41   | 4     | 1     | 163    | 42     |